# LSWR B4 class
LSWR B4 class — тип маневрового танк-паровоза с осевой формулой 0-2-0, который более полувека прослужил в доках Саутгемптона.

## Разработка
Паровозы разработал главный инженер тяги Лондонской и Юго-Западной железной дороги Уильям Адамс. Особенностями типа является стефенсоновский парораспределительный механизм при цилиндрах машины, расположенных вне рамы, и угольный бункер непосредственно в кабине. Изначально паровозы выпускались с адамсовской «печной» трубой, которую затем заменили на трубу Драммонда. У некоторых экземпляров также обрезали кабины для улучшения обзора с рабочего места машиниста, потому что паровозы работали на манёврах на крупных станциях в кривых небольшого радиуса, например, в Девонпорте.

## Постройка
Первоначальный заказ в 1890 году составил 10 экземпляров, которые были построены на заводе дороги у Девяти Вязов. Таким образом, номер заказа B4 стал обозначением типа паровоза. Этот заказ был выполнен в 1891-92 годах, в 1893 году заказана ещё одна такая же партия (заказ D6), которая доставлена в ноябре и декабре того же года.
В 1907 году новый главный инженер тяги дороги Дугалд Драммонд заказал партию из 5 паровозов со слегка уменьшенным котлом и трубой своей конструкции. Этот заказ (K14) был выполнен в 1908 году, и паровоз № 84 в июне 1908 года стал последним паровозом, вышедшим с завода у Девяти Вязов, откуда производство перешло на Истлейский завод. Паровозы Драммонда сначала обозначались как особый тип, но его преемник Роберт Ури объединил их в 1912 году как слишком похожие.

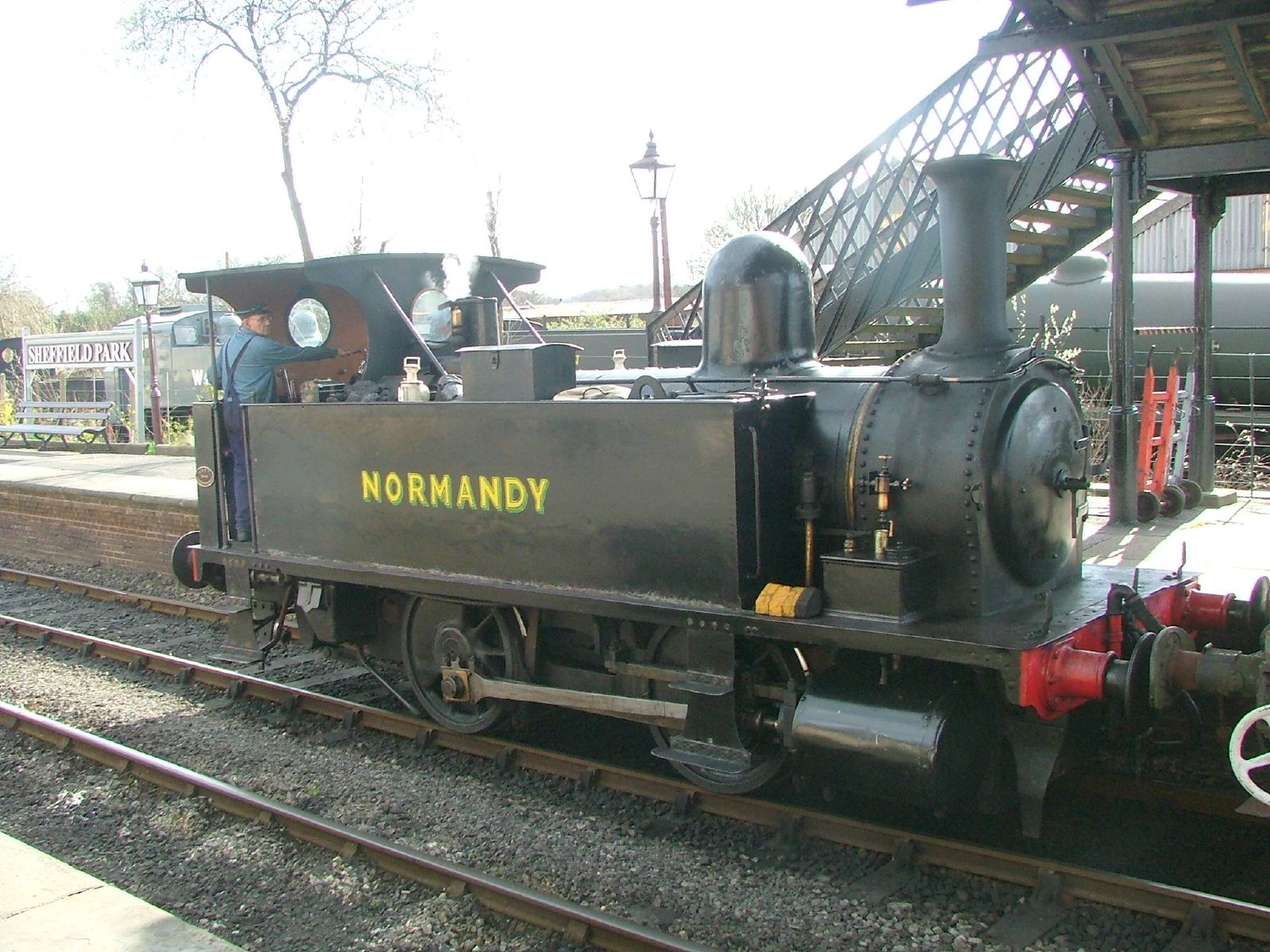
«Нормандия» c обрезанной кабиной

| Заказ | Год  | Количество | Номера                    | Примечания                            |
| ----- | ---- | ---------- | ------------------------- | ------------------------------------- |
| B4    | 1891 | 10         | 85-94                     |                                       |
| D6    | 1893 | 10         | 81, 95-100, 102, 103, 176 |                                       |
| K14   | 1908 | 5          | 746, 747, 82-84           | №№ 746/747 стали №№ 101/147 в 1922 г. |

## Работа
Первая партия из 10 паровозов работала на крупных станциях дороги — Истлей, Эксмут, Борнмут и Плимут (на верфях Кэттедауна и ветке в Тёрнчепел). В ноябре 1892 года LSWR купила Саутгемптонские доки, и все паровозы B4 в течение последующих лет, по мере износа старых паровозов, оказались там. К 1899 году B4 не использовались на станциях, кроме Эксетера, и в Саутгемптонских доках работало 14 паровозов. Ещё несколько паровозов этого типа работали в депо дороги маневровыми.
После укрупнения британских железных дорог в 1923 году Southern Railway использовала эти паровозы в Дувре, Эшфорде, Стьюартс-лейн, Хемуорти и Гилфорде. Не менее двух паровозов оставалось в Истлее, один из которых использовался для манёвров на загруженной товарной станции Уинчестер-сити.

## Имена паровозов
В Саутгемптонских доках паровозы B4 получили имена согласно пунктам назначения судов, которые оттуда отправлялись:
| №   | Имя       |
| --- | --------- |
| 85  | Олдерни   |
| 81  | Джерси    |
| 86  | Гавр      |
| 89  | Трувиль   |
| 90  | Кан       |
| 93  | Сен-Мало  |
| 95  | Онфлёр    |
| 96  | Нормандия |
| 97  | Бретань   |
| 98  | Шербур    |
| 102 | Гранвиль  |
| 176 | Гернси    |
| 746 | Динан     |
| 747 | Динар     |

## Списание
После появления в Саутгемптонских доках паровозов SR USA class в 1947 году многие B4 оказались излишними. После монополизации British Railways их начали списывать в мае 1848 года, но часть паровозов оказалась в хорошем состоянии, их продали на промышленные предприятия в 1948-49 годах. Следующая волна списаний началась в 1957 году с появлением маневровых тепловозов, и к 1961 году осталось только три паровоза, которые списали в 1963 году:
| Год  | На навало года | Списано | Номера                          | Notes                    |
| ---- | -------------- | ------- | ------------------------------- | ------------------------ |
| 1948 | 25             | 4       | 30090-91, 30101/76              | 30101 и 30176 проданы    |
| 1949 | 21             | 10      | 30081/85/92/95/97-100, 30103/47 | проданы все, кроме 30085 |
| 1957 | 11             | 2       | 30082/94                        |                          |
| 1958 | 9              | 1       | 30087                           |                          |
| 1959 | 8              | 4       | 30083-84/86/88                  |                          |
| 1960 | 4              | 1       | 30093                           |                          |
| 1963 | 3              | 3       | 30089/96, 30102                 | проданы 30096 и 30102    |

## Сохранение

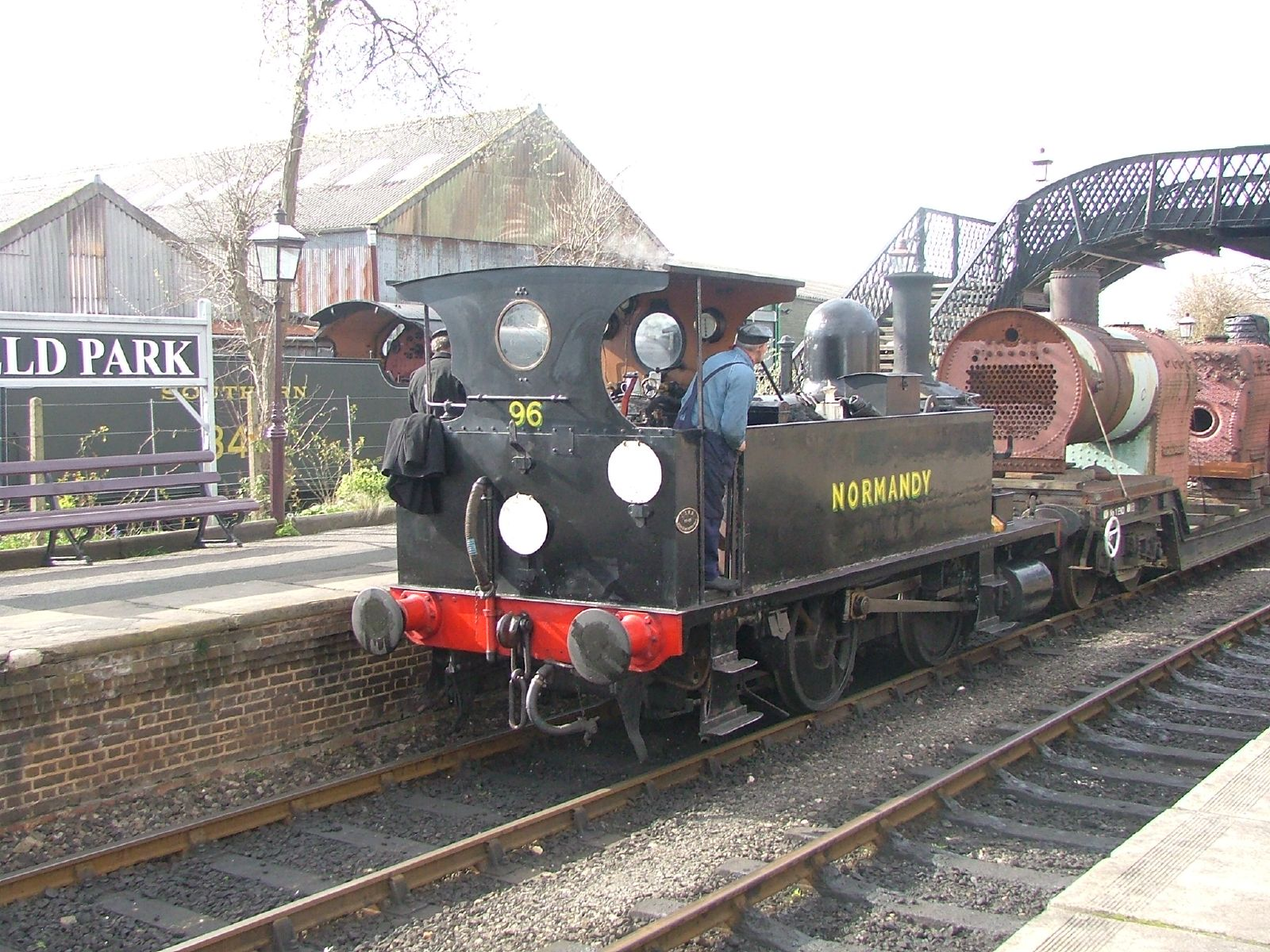
«Нормандия» на Bluebell Railway

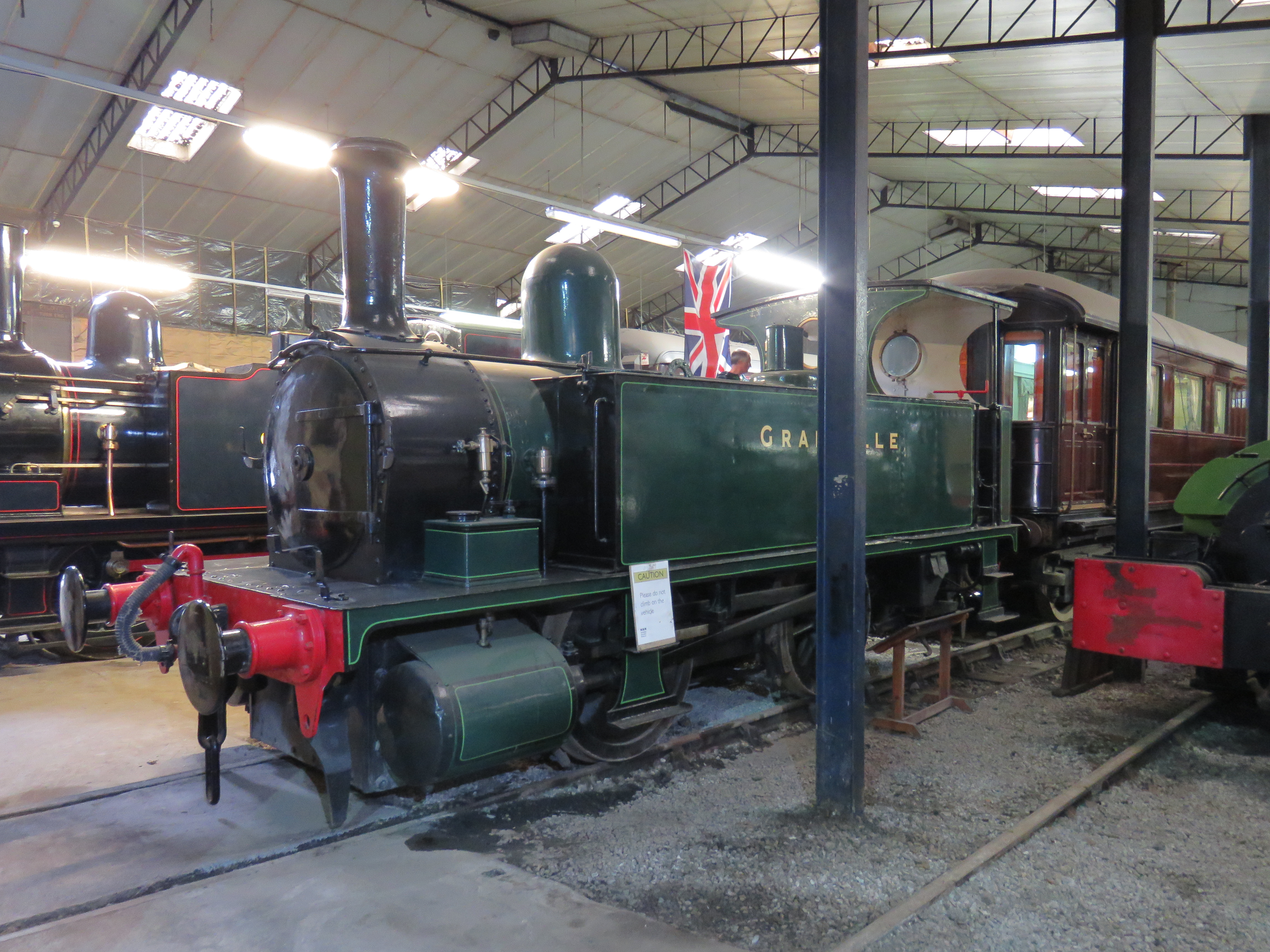
«Гранвиль» в Брессингеме

Сохранилось 2 паровоза этого класса:
- № 96 (BR 30096) «Нормандия» продан в угольное депо компании Corrall Limited в Саутгемптоне под именем Corrall Queen. Паровоз сохранён исторической железной дорогой Bluebell Railway на которой работал в качестве маневрового до появления в музее дизельных локомотивов. С 6 июля 2006 года находится в статической экспозиции из-за вышедшего срока службы котла, ожидает капитального ремонта.
- № 102 (BR 30102) «Гранвиль» в 1964 году куплен сетью морских курортов Butlin's и экспонировался вместе с LMS Royal Scot class № 6100 Royal Scot в Скегнессе. С 1971 года паровоз находится в статической экспозиции Брессингемского музея паровой техники (Дисс, Норфолк)[4].

## Внешние ссылки
- SEMG page